# 拟地皮消
拟地皮消（学名：Leptosiphonium venustum）是爵床科拟地皮消属的植物，为中国的特有植物。分布于中国大陆的江西、福建、广东等地，生长于海拔500米至600米的地区，多生于林下和山坡草地，目前尚未由人工引种栽培。

## 别名
飞来蓝（植物研究）